# Oedothorax maximus
Oedothorax maximus là một loài nhện trong họ Linyphiidae.
Loài này thuộc chi Oedothorax. Oedothorax maximus được James Henry Emerton miêu tả năm 1882.